# Chùa Cao Dân
Chùa Cao Dân (tiếng Khmer: Saraymel Chey) là một ngôi chùa của người Khmer ở xã Tân Lộc, huyện Thới Bình, tỉnh Cà Mau, Việt Nam.

## Vị trí
Chùa Cao Dân nằm trên tuyến quốc lộ 63, thuộc địa phận xã Tân Lộc, huyện Thới Bình, tỉnh Cà Mau và cách trung tâm thành phố Cà Mau khoảng 16 km về phía Bắc.

## Lịch sử
Chùa Cao Dân được xây dựng vào năm 1922 trên mảnh đất có diện tích 4 ha do bà Diệp Thị Lài hiến tặng. Lúc mới xây dựng, người dân nơi đây thường gọi chùa này là Chùa Châu Trắng. Trong hai cuộc chiến tranh Đông Dương và chiến tranh Việt Nam, chùa bị phá hoại nhiều lần. Đến năm 1998, chùa được xây dựng mới.

## Công nhận di tích
Ngày 11 tháng 6 năm 2007, Chùa Cao Dân được Ủy ban nhân dân tỉnh Cà Mau công nhận là di tích lịch sử - văn hóa cấp tỉnh. Ngày 29 tháng 12 năm 2017, chùa được Bộ trưởng Bộ Văn hóa, Thể thao và Du lịch công nhận là di tích quốc gia, lễ công bố được tổ chức vào ngày 13 tháng 4 năm 2018 nhân dịp lễ hội Chol Chnam Thmay của người Khmer.